# Mária Sulyok
Mária Sulyok (n. 24 aprilie 1908, Bruckneudorf⁠(d), Burgenland, Austria – d. 20 octombrie 1987, Budapesta, Republica Populară Ungară) a fost o actriță maghiară, laureată a premiului Kossuth, distinsă cu titlurile de artist emerit și maestru al artei. 

## Biografie
A urmat începând din 1926 studii de artă dramatică la Academia de Teatru și Film din Budapesta, debutând pe scenă în 1929. Câțiva ani mai târziu a obținut primul ei rol într-un film, dar, deși publicul a fost încântat de interpretările ei cinematografice, a preferat să joace mai ales în teatru. Calitățile sale naturale și autoritatea interpretativă au predestinat-o pentru roluri de regină, dar a jucat convingător pe parcursul carierei sale și roluri de femei muncitoare sau de țărănci. A predat discursul scenic și arta interpretativă la Academia de Teatru și Film din Budapesta între anii 1952 și 1966.
Pe parcursul unei cariere de peste 50 de ani a jucat la mai multe teatre din Ungaria și anume: Teatrul din Debrețin (1929-1930), Teatrul din Miskolc (1930-1931), Teatrul de Comedie din Budapesta (1931-1932), Teatrul Maghiar din Budapesta (1932-1933), Teatrul din Pesta (1933-1935), Teatrul Municipal din Budapesta (1935), Teatrul Regal din Budapesta (1935-1937), Teatrul de Comedie din Budapesta (1937-1941), Teatrul Madách (1941-1945), Teatrul Artiștilor (1945-1946), Teatrul Belváros (1946), Teatrul Național din Budapesta (1946-1949), Teatrul Belváros (1949-1950), Teatrul Vesel (1950-1952), Teatrul Armatei Populare Maghiare (1952-1956), Teatrul Petőfi (1956-1961), Teatrul de Comedie din Budapesta (1961-1977) și Teatrul Madách (1977-1985).

## Premii și distincții
- Premiul Kossuth (1957)
- Artist emerit (1961)
- Maestru al artei (1963)
- Inelul memorial Irén Varsányi (1971)
- Premiul SZOT (1973)
- Premiul memorial Andor Ajtay (1976)

## Roluri în teatru
Numărul rolurilor interpretate potrivit evidențelor teatrale este de 87.
| - Paul Abraham: 3:1 a szerelem javára (Mira) - Edward Albee: Érzékeny egyensúly (Ágnes) - Ernő Andai – Bálint Lajos: Baskircsev Mária (Baskircsev Mária) - Jean Anouilh: Euridike (Anya) - Arcubasev: Féltékenység (Mihalova Klavdij) - Balázs Sándor: Érettségi után (Vera) - Bókay János: A rossz asszony (Alisz) - Clare Boothe: Asszonyok (Christiné Allan) - Edouard Bourdet: Szabad az út (Jacqueline) - Bertolt Brecht: Egy fő, az egy fő (Hocinesze Leokádia) - Sándor Bródy: A tanítónő (Tóth Flóra) - Jean Cocteau: Rettenetes szülők (Yvonne) - Anton Cehov: Pescărușul (Arkagyina) - Gergely Csiky: Az udvari kalap (Leona) - Gergely Csiky: Kaviár (Barlanghy Brigitta) - Csurka István: Eredeti helyszín (I. örömanya) - Csurka István: Szájhős (Moórné) - Csurka István: Csak akarni kell (Moórné) - Eduardo De Filippo: Filuména házassága (Filumena Marturanno) - Eduardo De Filippo: Az én családom (Elena) - Shelagh Delaney: Egy csepp méz (Helén) - Tibor Déry: Tükör (Karolin) - Tibor Déry: Itthon (Anna) - Laurent Doillet: A gyógyszerész úr (Genevieve, az ifjú patikusné) - Friedrich Dürrenmatt: Az öreg hölgy látogatása (Claire Zachanassian) - Friedrich Dürrenmatt: Fizicienii (Marta Boll) - Egri Viktor: Közös út (Horkáné) - Eisemann Mihály: Ezüstmenyasszony (Elíz) - Emőd Tamás – Török Rezső: A tányérmosó (Molly) - Euripide – Jean-Paul Sartre: Trójai nők (Hekabé) - Friestley: A Conway család (Mrs. Conway) - Fodor László: Hajnali vendég (Lídia) - Fodor László: Roulette (Lici) - Fodor László: Csók a tükör előtt (Egy asszony) - Mihály Földes: Mélyszántás (Bittóné) - Gandera: Volga bár (Miriam) - Federico García Lorca: Bernarda Alba háza (Bernarda) - Federico Garcia Lorca: Donna Rosita (Dajka) - G. Láng Erzsi – Lakatos László: Egy szavába kerül (Oroszy Lili) - Johann Wolfgang von Goethe: Faust (Márta) - Maxim Gorki: Jegor Bulicsov (Glafira) - Maxim Gorki: Vássza Zseleznova (Ráchel) - Gyakonov: Házasság hozománnyal (Vaszilissza Pavlovna) - Gyárfás Miklós: Játszik a család (Aranka) - Gyárfás Miklós: Fura világ (Lady Buttler) - Harmath Imre: Dínom-dánom (Katica) - Háy Gyula: Romok (Bellányi Kis Teréz) - Hertelendy István: Bolond szerelmesek (Éva) - Hollós Korvin Lajos: Hunyadi (Szilágyi Erzsébet) - Hunyadi József: Bányászbecsület (Lidi) - Henrik Ibsen: John Gabriel Borkman (Gunhild) - Béla Illés: Szivárvány (Somogyiné) - Gyula Illyés: Lélekbúvár (özv. Gáboryné) - Ferenc Karinthy: Pesten és Budán (Farkas Bernátné) - Karinthy–Kárpáthi–Orbók–Varga: Különös tárgyalás (Lazsányiné, Inokayné, Málnayné) - József Katona: Bánk bán (Gertrudis) - Joseph Kesselring: Arzén és levendula (Abby) - Pavel Kohout: Ilyen nagy szerelem (Édesanya) - Kornejcsuk: A nagy műtét (Bocskarjova) - László Aladár: Egy nő, akinek múltja van (Kábel Mária) | - László Miklós: Illatszertár (Rátz kisasszony) - Leonyid Leonov: Hóvihar (Zinocska) - Leonyid Leonov: A jelentéktelen ember (Vera) - Imre Madách: Tragedia omului (Hippia) - Mágori Erzsébet: Diplomaták (követfeleség) - Mándi Éva: Hétköznapok hősei (Anna) - William Somerset Maugham: Eső (Sadie Thompson) - Somerset Maugham: Fenség fizetek! (Lady Wanley) - Mell: Új passiójáték (Zsuska szolgálólány) - Lajos Mesterházi: Az ártatlanság kora (Schimdtné ) - Kálmán Mikszáth – Karinthy Ferenc: A Noszty fiú esete Tóth Marival (Homlódyné) - Arthur Miller: A salemi boszorkányok (Rebecca Nurse) - Ferenc Molnár: Olympia (Eugénia) - Ferenc Molnár: A testőr (A mama) - Ferenc Molnár: A hattyú (Beatrix hercegnő) - Ferenc Molnár: Az ismeretlen lány (Anni) - Ferenc Molnár: Harmónia (Vera) - Zsigmond Móricz: Nem élhetek muzsikaszó nélkül (Zsuzsi, a szolgálólány) - Peter Nichols: Tojás Joe halálának egy napja (Grace) - Seán O’Casey: Az ezüst kupa (Heeganné) - Eugene O’Neill: Amerikai Elektra (Christine) - Eugene O’Neill: Vágy a szilfák alatt (Abbie) - Aleksandr Ostrovski: Erdő (Raisza Pavlovna) - Örkény István: Macskajáték (Orbánné) - Örkény István: Vérrokonok (özv. Bokorné) - Sándor Petőfi: Tigris és hiéna (Predszláva) - Luigi Pirandello: IV. Henrik (Spina grófnő) - Radzinkszkij: Filmet forgatunk (Nagyezsda) - Armand Salacrou: A gyűlölet éjszakája (Louise) - Sándor Kálmán: A harag napja (Gizella, a professzorné) - Friedrich Schiller: Wilhelm Tell (Gertrud) - William Shakespeare: Hamlet (Gertrúd) - William Shakespeare: Richard al III-lea (Margit királyné) - William Shakespeare: Visul unei nopți de vară (Hippolyta) - William Shakespeare: Totul e bine când se termină cu bine (Rousillon) - William Shakespeare: Romeo și Julieta (Dajka) - G. B. Shaw: Pygmalion (Higginsné) - G. B. Shaw: A hős és a csokoládékatona (Ekaterina) - Edward Brewster Sheldon: Éjféltől hajnalig (Rosie MacGinnis) - Sólyom László: Holnapra kiderül (Hilda) - August Strindberg: Haláltánc (Alice) - Szabó Magda: Régimódi történet (Rickl Mária) - Szép Ernő: Három levelű lóhere (Asszony) - Szép Ernő: Szívdobogás (Lili méltóságos) - Szép Ernő: Tangó Tibor (Méltóságos asszony) - Szigligeti Ede: II. Rákóczi Ferenc fogsága (Zrínyi Ilona) - Anatolij Szofronov: Moszkvai jellem (Szerverova) - Tabi László: Spanyolul tudni kell (Viola néni) - Thurzó Gábor: Záróra (Stein Hubertné) - Thurzó Gábor: Az ördög ügyvédje (Regina nővér) - Tolsztoj: Szellemesek (Szakácsnő) - Ödön von Horváth: Mesél a bécsi erdő (Nagyanya) - Pierre Weber – Alexis Madis: Kényes válóper (Lydia) - Weöres Sándor: Szent György és a sárkány (Inganga) - Emlyn Williams: Hattyúdal (Fan) - Zágon István: Márciusi szél (Lilian) - Zágon István: Dzsimbi (Margit) - Zilahy Lajos: Gyümölcs a fán (Sacy, az elvált asszony) - Zsolt Béla: Oktogon (Ibolya) |

## Filmografie
| - 1987 A Jávor (secvențe de arhivă) - 1985 Yerma - 1982 II. József császár (teatru TV) - 1978 Bodnárné (film TV) - 1975 Déryné, hol van? - 1974 III. Béla (film TV) - 1974 Méz a kés hegyén (film TV) - 1974 Próbafelvétel (film TV) - 1973 Az ember melegségre vágyik (film TV, episodul Mikor van a háborúnak vége?) - 1973 III. Richárd (film TV) - 1973 Irgalom (serial TV) - 1971 A két Madáchné (film TV) - 1970 Beismerő vallomás (film TV) - 1970 Földindulás (film TV) - 1969 A szájkosár (film TV) - 1969 Nyomozók társasága (serial TV) - 1969 Naphosszat a fákon (film TV) - 1968 Isten és ember előtt - 1968 A völgy - 1968 Szeressétek Odor Emíliát! - 1967 Skorbut (scurtmetraj) - 1966 Kárpáthy Zoltán - 1966 Ketten haltak meg - 1966 Egy magyar nábob - 1966 Az orvos halála - 1966 Sok hűség semmiért - 1965 Butaságom története | - 1965 Iszony - 1965 Fiii omului cu inima de piatră - 1964 A játékos (film TV) - 1963 Ezer év - 1963 Elektra (film TV) - 1963 Lóvá tett város (film TV) - 1963 Foto Háber (Fotó Háber), regia Zoltán Várkonyi - 1962 Az utolsó vacsora - 1962 Mici néni két élete - 1960 Az arc nélküli város - 1960 Rangon alul - 1957 Bolond április - 1957 A nagyrozsdási eset - 1955 Egy pikoló világos - 1955 Dandin György, avagy a megcsúfolt férj - 1955 Gázolás - 1952 Nyugati övezet - 1951 Becsület és dicsőség - 1951 Különös házasság - 1949 Mágnás Miska - 1944 Idegen utakon - 1944 Ördöglovas - 1943 Aranypáva - 1942 Negyedíziglen - 1940 Jöjjön elsején! - 1940 Férjet keresek - 1938 Maga lesz a férjem - 1935 Szerelmi álmok |

## Legături externe
- Sulyok Mária pe situl Internet Movie Database
- A művésznő a Színházkönyvtár honlapján Arhivat în 18 aprilie 2008, la Wayback Machine.
- Színházi adattár Arhivat în 27 octombrie 2016, la Wayback Machine.. Országos Színháztörténeti Múzeum és Intézet